# Рокінггем (округ, Північна Кароліна)
Шаблон:StateAbbr_ 36°24′ пн. ш. 79°47′ зх. д. / 36.4° пн. ш. 79.78° зх. д.
Округ  Рокінггем (англ. Rockingham County) — округ (графство) у штаті  Північна Кароліна, США. Ідентифікатор округу 37157.

## Історія
Округ утворений 1785 року.

## Демографія
За даними перепису 
2000 року 
загальне населення округу становило 91928 осіб, зокрема міського населення було 37677, а сільського — 54251.
Серед мешканців округу чоловіків було 44369, а жінок — 47559. В окрузі було 36989 домогосподарств, 26194 родин, які мешкали в 40208 будинках.
Середній розмір родини становив 2,93.
Віковий розподіл населення поданий у таблиці:
| Стать    | До 15 років | 15-21 | 22-29 | 30-39 | 40-49 | 50-65 | 65-85 | Понад 85 |
| -------- | ----------- | ----- | ----- | ----- | ----- | ----- | ----- | -------- |
| Чоловіки | 9202        | 3805  | 4540  | 6767  | 7087  | 7626  | 4887  | 455      |
| Жінки    | 8779        | 3547  | 4637  | 6850  | 7269  | 8203  | 7091  | 1183     |

## Відомі люди

### Уродженці
- Річард Стівен Рітчі (1942) — американський військовий пілот часів В'єтнамської війни.

## Виноски
1. ↑  U.S. Decennial Census. United States Census Bureau. Архів оригіналу за 12 травня 2015. Процитовано 19 січня 2015.
2. ↑  Historical Census Browser. University of Virginia Library. Архів оригіналу за 11 серпня 2012. Процитовано 19 січня 2015.
3. ↑  Forstall, Richard L., ред. (27 березня 1995). Population of Counties by Decennial Census: 1900 to 1990. United States Census Bureau. Процитовано 19 січня 2015.
4. ↑  Census 2000 PHC-T-4. Ranking Tables for Counties: 1990 and 2000 (PDF). United States Census Bureau. 2 квітня 2001. Процитовано 19 січня 2015.
5. ↑  State & County QuickFacts. United States Census Bureau. Архів оригіналу за 29 липня 2011. Процитовано 29 жовтня 2013.(англ.) Наведено за англійською вікіпедією.
6. ↑  American FactFinder. Бюро перепису населення США. Архів оригіналу за 26 лютого 2012. Процитовано 31 січня 2008.

| США | Це незавершена стаття з географії США. Ви можете допомогти проєкту, виправивши або дописавши її. |